# Горянщина

Горянщина (укр. Горянщина) — село,
Водянобалковский сельский совет,
Диканьский район,
Полтавская область,
Украина.
Код КОАТУУ — 5321082603. Население по переписи 2001 года составляло 24 человека.

## Географическое положение
Село Горянщина находится на правом берегу реки Средняя Говтва,
ниже по течению на расстоянии в 1,5 км расположено село Онацки,
на противоположном берегу — село Водяная Балка.
Река в этом месте пересыхает.